# Tehničke znanosti

Tehničke znanosti su primijenjene (praktične) znanosti koje primjenjuju teorijske temelje prirodnih znanosti. One čine skupinu brojnih pojedinačnih znanosti. Postoje brojne veze unutar tehničkih znanosti.  
U tehničkim znanostima koriste se mnoge različite metode, često posuđene iz drugih znanosti. Što se tiče konstrukcije i proračuna, često se koriste znanstvene metode. U tehničkim znanostima umjesto eksperimenata koriste se testovi za provjeru pronađenih pravila. Ako su testovi previše složeni ili skupi koriste se simulacije.

Tehnologija koja se ne može realizirati prema trenutnom stanju tehnike, ne razmatra se u tehničkim znanostima.

Riječ tehnika se koristi i kao sinonim za tehničke znanosti.

Tehničke znanosti predaju se na tehničkim fakultetima. Studiji završavaju diplomom prvostupnika (ing.) ili magistra (mag. ing.). U prošlosti diplomirani inženjer (dipl. ing.) je bio raširen. Uspješan magisterij daje pravo na doktorat iz područja tehničkih znanosti (dr. sc.)

## Glavna tehnička područja
Većina tehničkih disciplina postale su znanosti za vrijeme industrijske revolucije.

Tehnika je veoma široko područje koje se dijeli na uža područja.

Tri klasične tehničke znanosti su: 
- - Graditeljstvo obuhvaća planiranje, projektiranje, gradnju, te održavanje građevina

  - Strojarstvo obuhvaća proizvodnju i eksploataciju energetskih i radnih strojeva, uređaja za energetiku i procesnu tehniku

  - Elektrotehnika proučava proizvodnju, prijenos i upotrebu električne energije

Također, postoji veliki broj manjih tehničkih područja koja su međusobno povezana na razne načine.

U prošlosti, pomorstvo i rudarstvo su bile glavne tehničke znanosti.

Ostale tehničke znanosti (struke) su: metalurgija, rudarstvo, strojarstvo, graditeljstvo, elektrotehnika, elektronika, računalstvo, telekomunikacije, aeronautika, kemijska tehnologija, tekstilna tehnologija, geodezija i geotehnika.

Nove specijalnosti ponekad se kombiniraju s tradicionalnim područjima i formiraju nove znanosti – npr. nanotehnologija, biotehnologija, nuklearna tehnika, znanost o okolišu.

## Visokoškolske ustanove u području tehničkih znanosti u Hrvatskoj
- Arhitektonski fakultet
  - Arhitektura i urbanizam
  - Dizajn

- Fakultet elektrotehnike i računarstva
  - Elektrotehnika i informacijska tehnologija
  - Informacijska i komunikacijska tehnologija
  - Računarstvo

- Fakultet kemijskog inženjerstva i tehnologije
  - Kemijsko inženjerstvo
  - Ekoinženjerstvo
  - Kemija i inženjerstvo materijala
  - Primijenjena kemija

- Fakultet organizacije i informatike
  - Informacijsko i programsko inženjerstvo

- Fakultet prometnih znanosti
  - Promet
  - Inteligentni transportni sustavi i logistika
  - Aeronautika

- Fakultet strojarstva i brodogradnje
  - Strojarstvo
  - Brodogradnja
  - Zrakoplovstvo

- Geodetski fakultet
  - Geodezija i geoinformatika

- Geotehnički fakultet
  - Inženjerstvo okoliša

- Građevinski fakultet
  - Građevinarstvo

- Grafički fakultet
  - Grafička tehnnologija

- Metalurški fakultet
  - Metalurgija

- Rudarsko-geološko-naftni fakultet
  - Rudarstvo
  - Naftno rudarstvo
  - Geološko inženjerstvo
  - Geologija

- Tekstilno-tehnološki fakultet
  - Tekstilni i modni dizajn
  - Tekstilna tehnologija i inženjerstvo